# Шалонж
Шалонж (фр. Challonges) насеље је и општина у источној Француској у региону Рона-Алпи, у департману Горња Савоја која припада префектури Сен Жилијен ан Женвоа.
По подацима из 2011. године у општини је живело 483 становника, а густина насељености је износила 61,14 становника/km². Општина се простире на површини од 7,9 km². Налази се на средњој надморској висини од 471 метар (максималној 534 m, а минималној 263 m).

## Демографија
| 1962. | 1968. | 1975. | 1982. | 1990. | 1999. | 2011. |
| ----- | ----- | ----- | ----- | ----- | ----- | ----- |
| 362   | 376   | 302   | 273   | 292   | 337   | 483   |

График промене броја становника у току последњих година